# Santa Eulalia (Santurce)

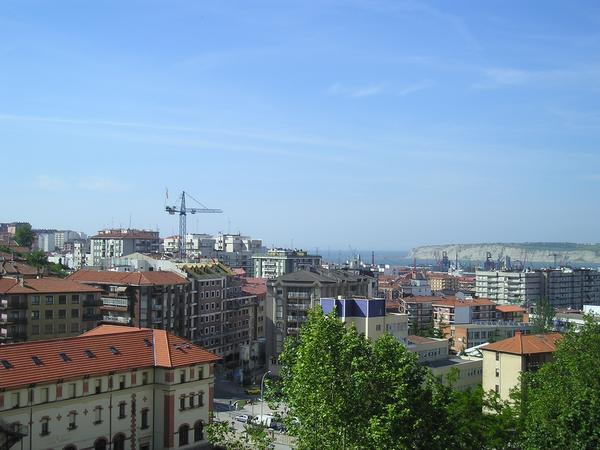
Parte izquierda del barrio de Santa Eulalia, con el ambulatorio en el centro

Santa Eulalia es un barrio del municipio de Santurce, en Vizcaya, situado en la parte media-alta del municipio, rodeado de los barrios de Santurce Antiguo, Cabieces y El Burgo. 

## Servicios
- Ambulatorio Cabieces
- Mercado de Santa Eulalia
- Parada de Bizkaibus (junto al ambulatorio)
- Parque Santa Eulalia

## Principales calles
- Calle José Miguel Barandiarán
- Calle Santa Eulalia

## Transporte
- Bizkaibus: El barrio de Santa Eulalia está comunicado por autobús, con una única parada junto al ambulatorio.